# Альварес, Карлос Фелипе
Карлос Фелипе Альварес (исп. Carlos Felipe Álvarez, род. 3 августа 1983 года, Баркисимето, Лара, Венесуэла) ― венесуэльский актёр и модель.

## Биография
В возрасте 16 лет он начал сниматься в рекламных роликах, в частности, для Mobilnet и Maltin Polar. Он прошел кастинг на RCTV и получил стипендию академии канала. Учился актерскому мастерству девять месяцев.
В 2002 году, после завершения учебы в качестве актера, он поступил в университет, где изучал менеджмент. Параллельно с этим прошел кастинг на роль Акилеса Вильянуэвы в сериале «Моя прекрасная толстушка» (2002).
Два года спустя Альварес снялся в сериале «Сумасбродная Анастасия» (2004). Далее последовали роли в сериалах: «Все леди», «Свободные, как ветер», «Молодая вдова» и других.
В 2018 году он снялся в клипе на песню «Me niego».
В 2022 году женился на актрисе Марианхель Руис.

## Фильмография
| Год     | Название                   | Роль                       | Прим. |
| ------- | -------------------------- | -------------------------- | ----- |
| 2002    | Моя прекрасная толстушка   | Акиллес Вильянуэва Меркури | [ 1 ] |
| 2004    | Сумасбродная Анастасия     | Николас Альварес Боросфки  |       |
| 2005    | Амантес                    | Франсиско                  |       |
| 2006-07 | Объявляю вас мужем и женой | Франсиско                  |       |
| 2007-08 | Все леди                   | Хуан Морейра               |       |
| 2010    | Свободные, как ветер       | Рейнальдо Торрес           |       |
| 2010    | Пусть Небо объяснит мне    | Сантьяго Роблес            |       |
| 2011    | Молодая вдова              | Джошуа Кальдерон Гумбольдт |       |
| 2012-13 | Горько-сладкий             | Хесус Андрес Агилера       |       |
| 2015    | Дикая кожа                 | Максимилиан Эскивель       | [ 2 ] |